# 塞浦路斯国徽
塞浦路斯國徽啟用於1960年，2006年作出最新修改。
為一面象徵銅礦資源的黃地盾徽，圖案為鴿子叼著橄欖枝椏，象徵和平。外面飾以橄欖枝。

## 歷史
塞浦路斯共和国的國徽描绘了一只和平鸽带着一根橄榄树枝，象征和平，下方标示1960年，这一年是塞浦路斯摆脱英国统治独立的一年。背景是铜黄色；这象征着塞浦路斯的铜矿石(主要以黄铜矿的形式存在，颜色为黄色)。由两部分组成的花环代表塞浦路斯的两个民族，希腊裔塞浦路斯人和土耳其裔塞浦路斯人。
塞浦路斯盾形纹章被选为2008年一枚价值极高的收藏家硬币的主要图案，即2008年铸造的塞浦路斯欧元区纪念币简介。正面描绘塞浦路斯的盾形纹章，反面在变形的地图上描绘塞浦路斯与欧洲相连的圆环。

## 历史国徽
| 國徽 | 國家                 | 使用             |
| ---- | -------------------- | ---------------- |
|      | 塞浦路斯王国         | 15世纪           |
|      | 奥斯曼帝国属塞浦路斯 | 1571年-1871年    |
|      | 英属塞浦路斯         | 1881年-1905年    |
|      | 英属塞浦路斯         | 1905年至1960年   |
|      | 塞浦路斯共和国       | 1960年8月-2006年 |
|      | 塞浦路斯共和国       | 2006年至今       |